# 芭芭拉·格贝尔
芭芭拉·格贝尔（德語：Barbara Göbel，1943年4月8日—），德国女子游泳运动员。她曾代表德国联队参加1960年夏季奥林匹克运动会游泳比赛，获得女子200米蛙泳铜牌。